# Can Saguer (Maçanet de Cabrenys)
Can Saguer és una obra eclèctica de Maçanet de Cabrenys (Alt Empordà) inclosa a l'Inventari del Patrimoni Arquitectònic de Catalunya.

## Descripció
Edifici entre mitgeres, situat al centre del poble. Es tracta d'un habitatge de planta rectangular, de planta baixa, dos pisos i golfes. La porta d'accés està inscrita en un arc rebaixat, i té un element decoratiu en el lloc que ocuparia la dovella clau, en forma vegetal. Els dos pisos superiors tenen dues obertures amb balconades de ferro forjat. Aquests balcons estan sostinguts per unes mènsules, que en el cas del segon pis estan realitzades amb decoració vegetal. Aquestes oberutres són també en arcs rebaixats. La separació entre els pisos es fa a través d'un esgrafiat de motius vegetals. La planta golfes té també dues obertures, però el més significatiu són les pilastres que hi ha entre aquestes com a motiu ornamental. La coberta de la casa és a dues vessants.